# Hans Gutzeit
Hans Andreas Melhuus Gutzeit, född 29 april 1836 i Drammen i Norge, död 9 november 1919 i Oslo, var en norsk företagare.
Hans Gutzeit var son till den norsk-preussiske affärsmannen Wilhelm Gutzeit och Dorothea Gurine Holst. Efter sin skolgång gick han till sjöss och tog styrmansexamen. Fadern Wilhelm grundade 1858 tillsammans med sonen Hans firman W. Gutzeit & Co i  Fredrikstad och byggde den första ångsågen i Norge vid Seiersborg i Trosvik, omedelbart väster om Fredrikstad, samt ett hyvleri i Glemmen, också i Fredrikstad, vilka leddes av sonen. När fadern dog 1871, blev han ensam ägare av firman.
Han samarbetade från omkring 1870 med timmerhandlaren Lars Bredesen beträffande  timmerexport från, och senare sågverksrörelse i, Finland. År 1872 flyttade han firman W. Gutzeit & Co. till Kotka i Finland och tog in utomstående norska delägare för att göra investeringar i sågverksindustrin Finland. Bolaget byggde samma år en ångsåg i Kotka, som var Finlands största med en årskapacitet på 70.000 kubikmeter. Hans Gutzeit flyttade till Kotka och ledde företaget, som i början var mycket lönsamt. Efter det att sågvarukonjunkturen gått ned från 1875, gick företaget med förlust, vilket ledde till att Gutzeit frånträdde chefskap och ägande 1879. Ångsågen köptes av firman Ludwigsen & Schelderup. Han flyttade därefter till Paris i Frankrike, där han under 30 år sålde trävaror som handelsagent för W. Gutzeit & Co. och andra norska sågverksföretag. År 1902 flyttade han tillbaka till Norge och slog sig ned i Lysaker utanför Kristiania.
VW. Gutzeit & Co.:s verksamhet i Finland fortsatte och blev under namnet Enso-Gutzeit det största skogsindustriföretaget i landet. Det ingår nu i Stora Enso.
Hans Gutzeit gifte sig 1859 med Annette Olsen (1839–1922). Paret fick sju barn.